# Stasiun Peluncuran Roket

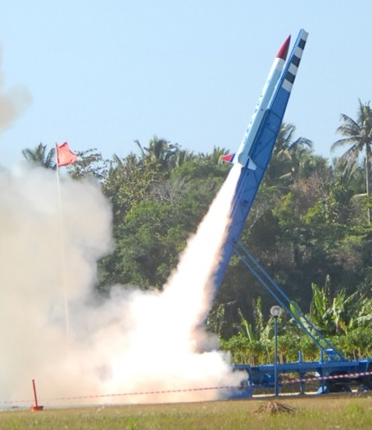
Cohete sonda RX-320 del Instituto Nacional de Aeronáutica y del Espacio de Indonesia despegando en Stasiun Peluncuran Roket en 2014.

Stasiun Peluncuran Roket (literalmente  "Estación de lanzamiento de cohetes" en indonesio) también conocida como  "Base de lanzamiento de LAPAN" es una base espacial del Instituto Nacional de Aeronáutica y del Espacio de Indonesia (LAPAN según sus siglas en indonesio), la agencia del gobierno responsable del programa espacial de Indonesia. Se encuentra en las proximidades de Pameungpeuk, en la provincia de Java Occidental. Ha estado activo desde 1965 para realizar pruebas de motores y lanzar cohetes sonda, es utilizado principalmente para lanzar los cohetes RX-250-LPN.

## Historia
El sitio, cuya construcción comenzó en 1963, es el resultado de la cooperación entre Indonesia y Japón. Fue diseñado por el ingeniero aeronáutico Hideo Itokawa para lanzar los cohetes sonda Kappa construido por su equipo en la Universidad de Tokio. El primer lanzamiento se realizó el 7 de agosto de 1965 y se realizaron estudios atmosféricos. Tras este lanzamiento, se realizaron otros dos en un lapso de diez días.
Tras el fin del programa Kappa, la base de lanzamiento sería utilizada entre 1987 y 2007 por los cohetes sonda indonesios RX-250-LPN. Estos cohetes poseían 5.30 m de altura, llegando a alcanzar los 100 km de altura, con un apogeo promedio de 70 km.
Los dos primeros lanzamientos de estos cohetes fueron vuelos de pruebas, mientras que el tercero llevó a cabo estudios atmosféricos (al igual que los Kappas japoneses). Más adelante se llevaron dos lanzamientos para estudios de la ionósfera. Estos cuatro lanzamientos de estudios científicos tuvieron lugar durante dos días. Finalmente, las dos últimas misiones del RX-250-LPN fueron vuelos de prueba.
El sitio fue utilizado nuevamente en 2008 y 2009  para los lanzamientos de otros tres cohetes de la familia RX: dos cohetes RX-320 y un cohete RX-4204.
En la actualidad, la base alberga un edificio de ensamblaje de motores, un centro de control d lanzamiento, un edificio para mediciones meteorológicas, un hangar de almancenamiento de cohetes y un dormitorio.

## Lista de lanzamientos
Entre 1965 y 2009, se realizaron un total de catorce lanzamientos desde el sitio.
| Fecha                    | Cohete     | Misión                                  | Apogeo | Notas                                                  |
| 7 de agosto de 1965      | Kappa-8    | Estudios de la Aeronomía                | 191 km |                                                        |
| 11 de agosto de 1965     | Kappa-8    | Estudios de la Aeronomía y la ionósfera | 100 km |                                                        |
| 17 de agosto de 1965     | Kappa-8    | Aeronomía                               | 70 km  |                                                        |
| 1987                     | RX-250-LPN | Vuelo de prueba                         | 70 km  |                                                        |
| 1985                     | RX-250-LPN | Vuelo de prueba                         | 70 km  |                                                        |
| 29 de septiembre de 2004 | RX-250-LPN | Aeronomía                               | 70 km  |                                                        |
| 29 de septiembre de 2004 | RX-250-LPN | Aeronomía                               | 70 km  |                                                        |
| 29 de septiembre de 2004 | RX-250-LPN | Ionósfera                               | 70 km  |                                                        |
| 30 de septiembre de 2004 | RX-250-LPN | Ionósfera                               | 100 km |                                                        |
| 1 de julio de 2005       | RX-250-LPN | Vuelo de prueba                         | 70 km  |                                                        |
| 19 de junio de 2007      | RX-250-LPN |                                         | 50 km  |                                                        |
| 18 de mayo de 2008       | RX-320     | Aeronomía                               | 42 km  |                                                        |
| 2 de julio de 2008       | RX-320     | Vuelo de prueba                         | 40 km  |                                                        |
| 2 de julio de 2009       | RX-420     | Vuelo de prueba                         | 53 km  | Primer lanzamiento de un cohete indonesio de 3 etapas. |